# Lepipolys behrensi
Lepipolys behrensi är en fjärilsart som beskrevs av Augustus Radcliffe Grote 1874. Lepipolys behrensi ingår i släktet Lepipolys och familjen nattflyn. Inga underarter finns listade i Catalogue of Life.